# ダニー・セドロン

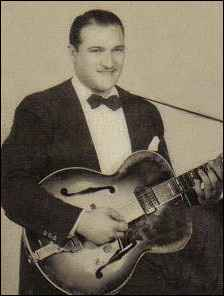

ダニー・セドロン（Danny Cedrone）、ドナート・ジョセフ・セドロン（Donato Joseph Cedrone、1920年6月20日 - 1954年6月17日）は、アメリカ合衆国のギタリスト、バンドリーダー。
ビル・ヘイリー&ヒズ・コメッツの『ロック・アラウンド・ザ・クロック』のギターソロを演奏した人物として知られている。

## 来歴
ニューヨーク州で生まれる。セドロンは、1940年代前半から音楽活動を開始したが、本格的な音楽活動は1951年からで、最初はビル・ヘイリーとサドルメン（後のコメッツ）のセッションギタリストだった。同年7月14日に「ロケット88」を録音した。セドロンにとってこれが初めてのレコード録音である。
1952年後期にサドルメンを離れて、セドロンを中心としたバンド「ザ・エスクワイヤ・ボーイズ」を結成し、「ロッカ・ビーティン・ブギー(Rock-A-Beatin' Boogie)」や「ギター・ブギー・シャッフル(Guitar Boogie Shuffle「ギター・ブギー・シャッフル)」などを録音した。
1954年にセドロンはコメッツに戻り、同年4月12日に「サーティーン・ウーマン(Thirteen Women)」、「ロック・アラウンド・ザ・クロック(Rock Around The Clock)」を録音、同年6月7日には、「A.B.C. ブギー(A.B.C. Boogie) 」、「シェイク・ラトル・アンドロール(Shake Rattle And Roll)」を録音した。
セドロンは、ヘイリーとコメッツとセッションをした10日後の6月17日に、自宅で階段からの転落による首の骨折で亡くなった。享年33。

## エピソード
• 「ロック・アラウンド・ザ・クロック」の録音の際、セドロンはセッションのリハーサルに参加できなかったため、楽曲を正確に把握しておらず、コメッツの内の1人のメンバーから(当時のベーシストのマーシャル・ライトルといわれている)、「ロック・ザ・ジョイントの時のギターソロを弾いてみては？」という提案を受け入れ、ソロパートを演奏した。
• セドロンがコメッツと共演したライブ映像は一切存在せず、ステージで共演をしたこともない。